# Leopoldine Kolbe
Leopoldine Kolbe (* 2. Oktober 1870 in Wien; † 7. März 1912 ebenda) war eine österreichische Grafikerin und Zeichenlehrerin.

## Leben und Werk
Sie war die Tochter von Josefa Kolbe, geborene Nick. Ihr Vater war der Tischlermeister Franz Kolbe.
Im Atelier des Wiener Frauen-Erwerb-Vereins besuchte Leopoldine Kolbe den Zeichenunterricht von Franz Čižek. Zwischen 1902 und 1907 oder zwischen 1901 und 1908 besuchte sie in der Kunstgewerbeschule Wien die Fachklasse Malerei bei Koloman Moser, das Spezial-Atelier für Kunstweberei und Restaurierung von Leopoldine Guttmann und die Fachklasse Schrift und Heraldik bei Rudolf von Larisch. Weitere Quellen nennen auch Bertold Löffler. Ab 1903 war sie Stipendiatin der Gesellschaft zur Förderung der Kunstgewerbeschule. Bereits während ihrer Ausbildung in den Jahren 1906 sowie 1909 bis 1911 erteilte Kolbe in Fortbildungskursen des Vereins für erweiterte Frauenbildung Unterricht. Ihre Fächer waren Freihandzeichnen und Darstellende Geometrie. In der Mal- und Zeichenschule von Franz Čižek war sie zwischen 1908 und 1912 provisorische Lehrerin.
Für die Wiener Werkstätte (WW) fertigte Leopoldine Kolbe Postkartenentwürfe. Die sechs Karten zeigen florale Blumen- und Pflanzenarrangements in Körben und wurden als Werbematerial eingesetzt. Zum ersten Mal wurden die Karten auf dem Gartenfest der WW-Künstler am 6. und 7. Juni 1907 im Weyl'schen Dreher–Park verkauft. Die abgebildeten Blumenkörbe werden gemeinhin von der Forschung als freie Interpretation der Produktlinien der Wiener Werkstätte, den Gitterkörben von Josef Hoffmann und Kolo Moser, angesehen. Megan Brandow-Faller brachte eine weitere mögliche Einflussquelle des Designs ins Spiel: Die Scherenschnitte und die Papiermosaiken, wie sie in Franz Čižeks Kinder-Kursen gelehrt wurden. Die stilisierten Blüten und Blätter auf den Karten wirken wie ausgeschnitten und bewusst unzusammenhängend aufgeklebt.
Heute sind sie Teil der Sammlung im Museum für Angewandte Kunst Wien, im Victoria & Albert Museum und im Metropolitan Museum of Art.

Postkartenentwürfe für die Wiener Werkstätte
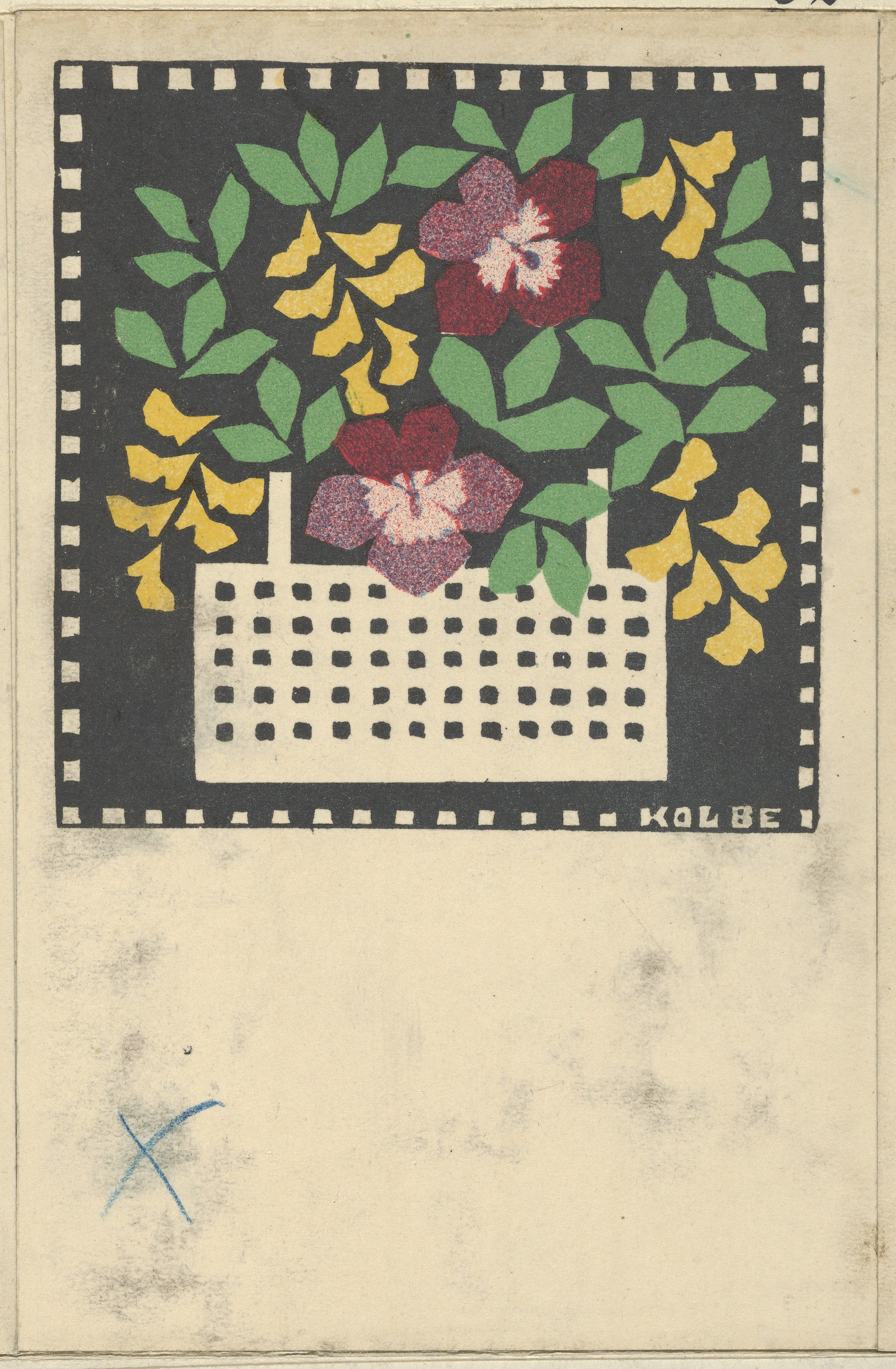
Postkartenentwurf Nr. 32
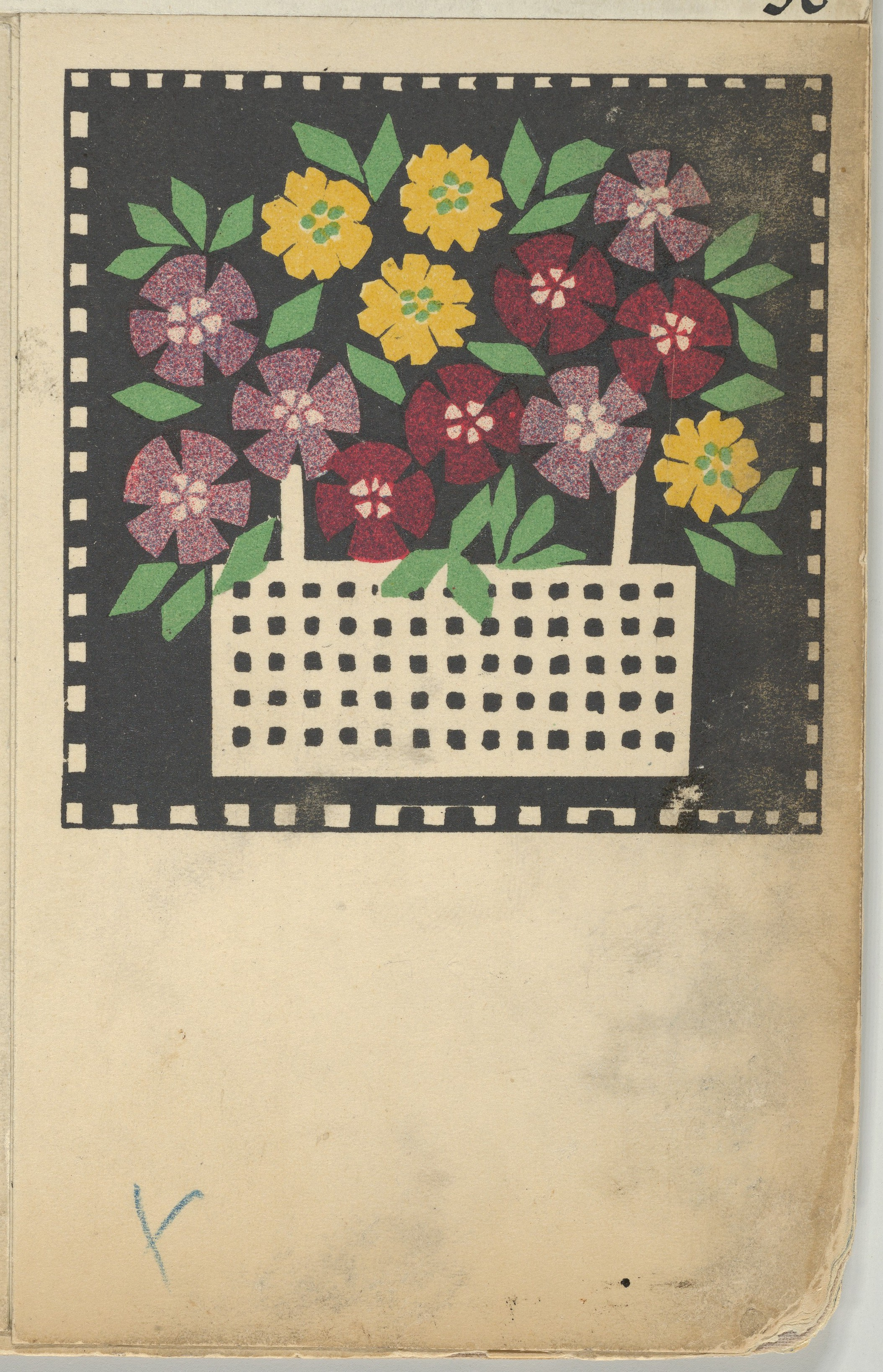
Postkartenentwurf Nr. 36
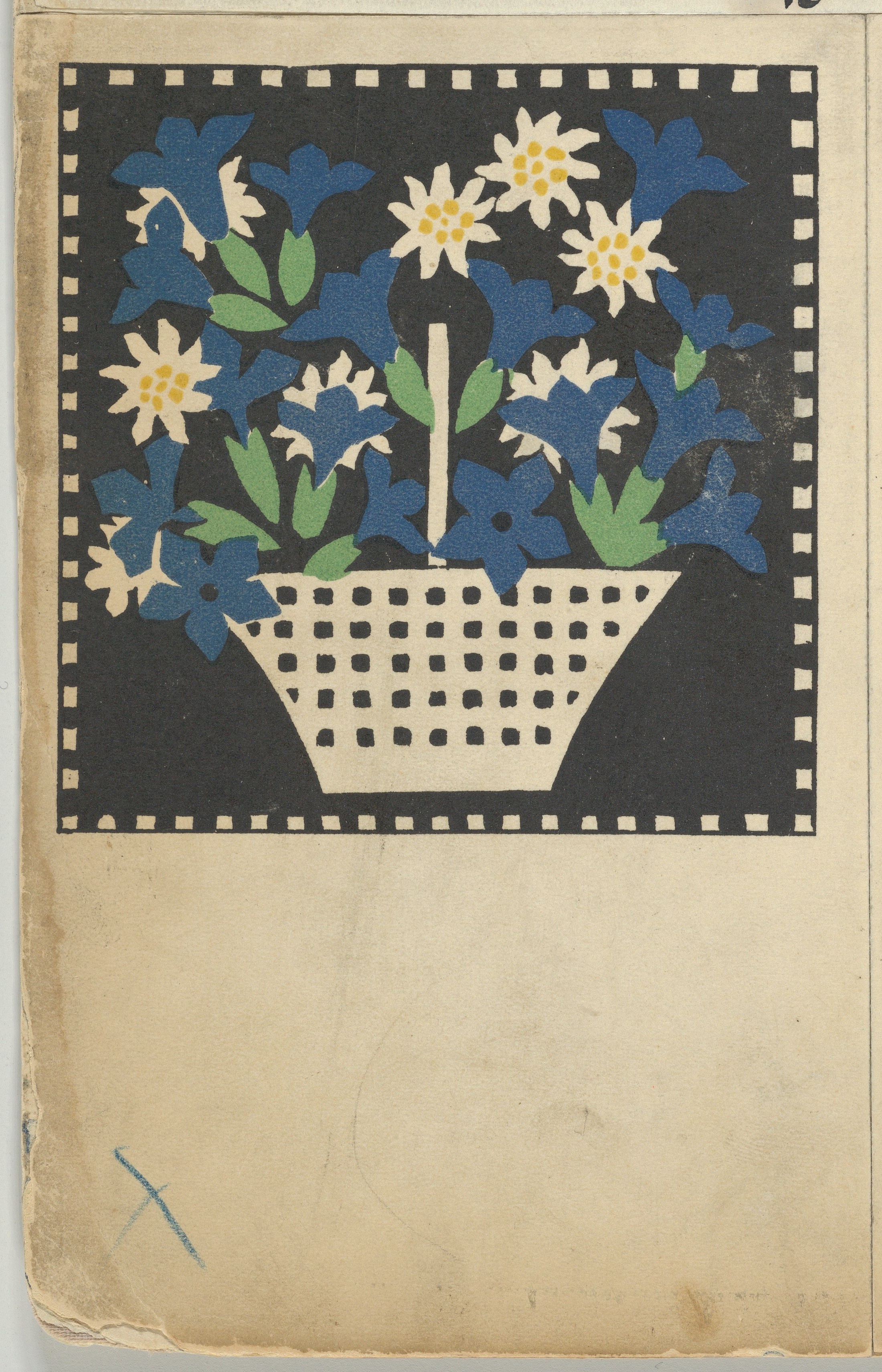
Postkartenentwurf Nr. 40
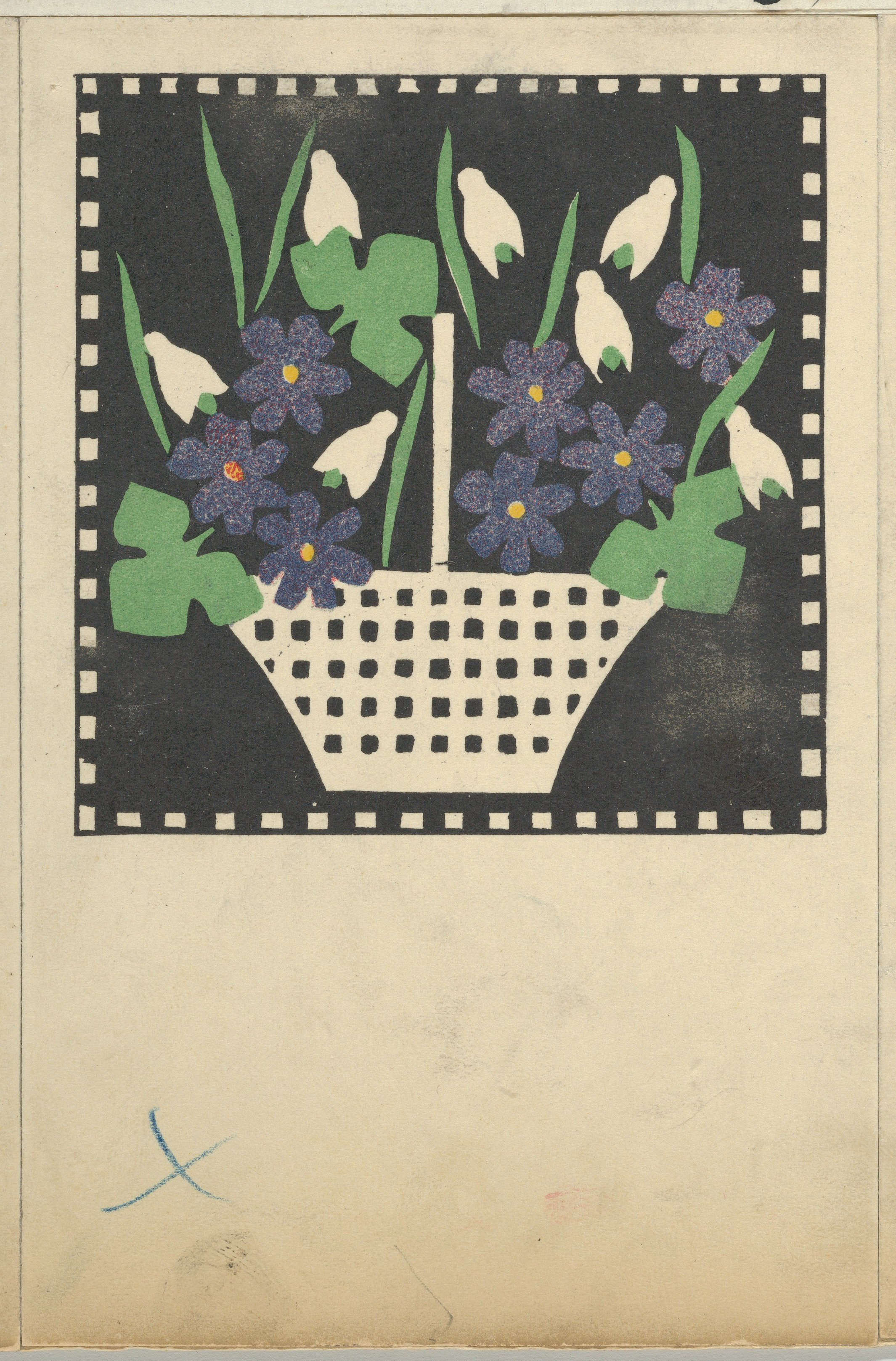
Postkartenentwurf Nr. 39
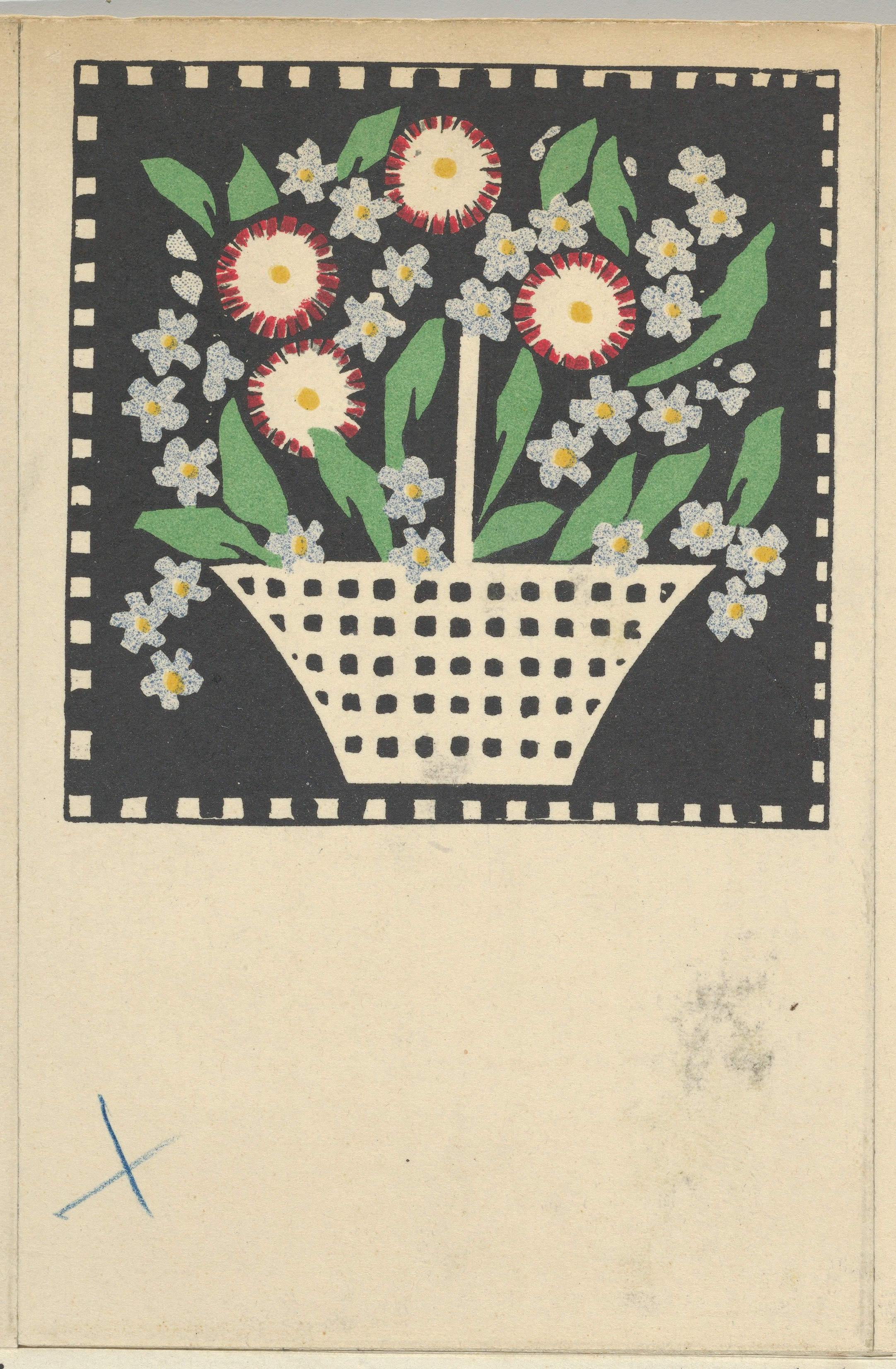
Postkartenentwurf Nr. 44
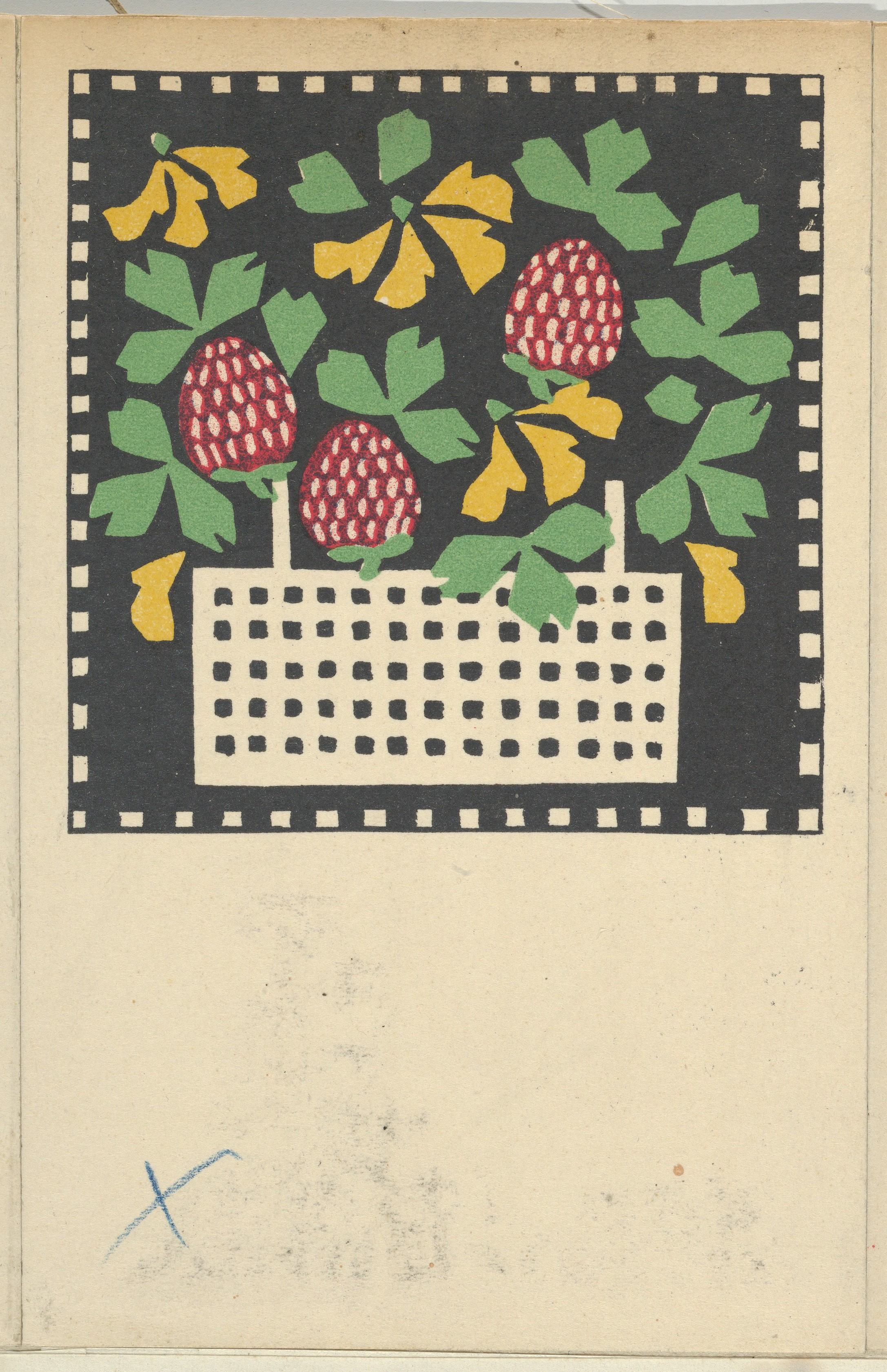
Postkartenentwurf Nr. 43

## Werke (Auswahl)
- vor 1906: besticktes Seidenkissen[6][7]
- 1907: Leinen-Stickerei[8]
- 1907: Leinen-Stickerei[8]
- 1907: Gewebtes Tischtuch[8]
- 1907: Leinen-Stickerei[8]
- 1907: Kissen mit Farbdruck[8]
- 1907: Handdruck[8]
- 1907: Vorhang[9]
- 1908: Wanddekor[10]
- ohne Jahr: Pokal[11]

## Ausstellungen
- 1901/1902: Winterausstellung, Österreichisches Museum für Kunst und Industrie[1]
- 1906: Ausstellung der Kunstgewerbeschule Wien[1][7]
- 1908: Ausstellung des III. internationalen Kunstkongresses zur Förderung des Zeichen- und Kunstunterrichts, London[1][10]

Posthum
- 2021: „Die Frauen der Wiener Werkstätte.“ MAK – Museum für angewandte Kunst[12]